# Сейю
Сейю (яп. 声優, сейю, від яп. 声の俳優 — «актор озвучування») — японські актори озвучування. Сейю зазвичай озвучують ролі в аніме, токусацу, відеоіграх, іноземних фільмах, а також на радіо і телебаченні. У Японії існує окрема індустрія щодо їх виховання та підготовки.

## Опис професії та явища в культурі
На відміну від всіх інших країн і анімаційних шкіл, де для озвучування персонажів анімаційних фільмів запрошуються актори театру, кіно і телебачення, в Японії актор озвучування — окрема професія, зі своїми тонкощами. Існують спеціальні курси підготовки сейю, потрапити на які через великий конкурс досить непросто. На курсах майбутніх сейю вчать професійно поводитися зі своїм голосом — змінювати його залежно від віку, статі та настрою персонажа. Студентів, крім усього іншого, вчать професійно співати. Програма навчання, таким чином, являє собою комбінацію курсів акторської і вокальної майстерності.
Більшість сейю — жінки, оскільки потреба в жіночих голосах в індустрії вища — вони озвучують, окрім власне жіночих ролей, дитячі та іноді підліткові чоловічі ролі. Багато сейю, крім озвучування аніме, одночасно роблять естрадну кар'єру, грають у радіовиставах, ведуть телевізійні і радіопередачі, дублюють фільми. Саме по собі озвучування аніме не дає достатнього доходу.
Участь сейю (особливо виконавців головних ролей) в якому-небудь аніме-серіалі часто не закінчується з озвучуванням ними ролей в цьому аніме. Після власне ТБ-серіалу можуть випускатися на DVD додаткові бонусні серії, або окремі OVA-серії. Слідом за (або одночасно з) показом аніме по телебаченню можуть виходити передачі по радіо (або інтернет-радіо), де беруть участь (звичайно вже від свого імені, а не від імені своїх персонажів) сейю, що озвучували головні ролі. За сюжетом аніме можуть створюватися комп'ютерні ігри та/або записуватися Drama CD, куди також часто (хоча й не завжди) запрошують для озвучування ролей тих самих акторів, що й в аніме. Крім того, услід за виходом аніме зазвичай виходять CD з музичними композиціями звідти (OST) і часто також з додатковими творами, наприклад, з піснями персонажів (зазвичай це називається Character CD) де ці пісні виконують сейю, які грали відповідні ролі.
Іноді сейю виконують також і пісні в заставках, які відкривають і/або закривають аніме. Вони можуть виконувати такі пісні сольно, або ж на час роботи над серіалами можуть створюватися попгрупи (так звані сейю-юніти) для виконання пісень, які будуть в них звучати і, звичайно, не в останню чергу для додаткової реклами серіалів. Як приклад можна навести групу «DoCo», що складалася з актрис, які озвучували серіал «Ранма ½».